# Coréens de Sakhaline
 (août 2021).
Si vous disposez d'ouvrages ou d'articles de référence ou si vous connaissez des sites web de qualité traitant du thème abordé ici, merci de compléter l'article en donnant les références utiles à sa vérifiabilité et en les liant à la section « Notes et références ».
Les Coréens de Sakhaline (在樺コリアン, Zaika Korian) sont des citoyens russes résidant sur l’île de Sakhaline et originaires de Corée. Ils descendent des Coréens ayant immigré ou été déplacés depuis les provinces de Gyeongsang et de Jeolla à la fin des années 1930 et au début des années 1940, dans la deuxième moitié de la période de colonisation japonaise.
À l’époque, la moitié sud de l’île de Sakhaline, alors connue sous le nom de préfecture de Karafuto, était sous le contrôle de l’empire du Japon. Le gouvernement japonais a recruté et forcé des travailleurs coréens à entrer en service et les a envoyés à Karafuto pour combler les pénuries de main-d'œuvre résultant de la Seconde Guerre mondiale. L'Armée rouge a envahi Karafuto quelques jours avant la capitulation du Japon. Bien que presque tous les Japonais, à l'exception de quelques-uns, soient rentrés au Japon avec succès, près d'un tiers des Coréens ne purent obtenir la permission de partir pour le Japon ou leur ville d'origine en Corée du Sud. Pendant quarante ans, ils ont vécu en exil. En 1985, le gouvernement japonais a offert des droits de transit et un financement pour le rapatriement du groupe original de Coréens de Sakhaline ; cependant, seuls 1 500 d'entre eux sont rentrés en Corée du Sud au cours des deux décennies suivantes. La grande majorité des Coréens de toutes les générations ont choisi de rester à Sakhaline.
En raison de la diversité des langues et de l’histoire de l’immigration, les Coréens de Sakhaline peuvent s’identifier ou non comme Koryo-saram. L'expression « Koryo-saram » peut être utilisée par tous les Coréens de l'ex-URSS, mais désigne généralement les Coréens de souche originaires de la province de Hamgyŏng dont les ancêtres ont émigré dans l'Extrême-Orient russe au XIXe siècle, puis ont ensuite été déportés en Asie centrale. La question de l'auto-identification est compliquée par le fait que de nombreux Coréens de Sakhaline estiment que les Coréens d'Asie centrale les méprisent.